# 쥐스틴 트리에
쥐스틴 트리에(프랑스어: Justine Triet 쥐스틴 트리예[*], 프랑스어 발음: [ʒystin tʁije], 1978년 7월 17일 ~ )는 프랑스의 영화 감독, 영화 각본가, 영화 편집자이다. 2023년 영화 《추락의 해부》를 통해 제76회 칸 영화제 황금종려상을 수상했다. 이어 2024년 세자르상 시상식에서 작품·감독·각본상 등 6개 부문에서 석권했으며, 제96회 아카데미상 각본상 또한 수상했다.

## 작품 목록

### 영화 연출
- Sur place (2007) - 단편 다큐멘터리, 편집 겸임
- Solférino (2009) - 다큐멘터리, 편집 겸임
- Des ombres dans la maison (2010) - 다큐멘터리, 편집 겸임
- 투 쉽스 (2012, Vilaine Fille, mauvais garçon) - 단편, 각본 겸임
- 에이지 오브 패닉 (2013, La Bataille de Solférino) - 각본 겸임
- 빅토리아 (2016) - 각본 겸임
- 시빌 (2019) - 각본 겸임
- 추락의 해부 (2023) - 각본 겸임